# Haansoft Linux

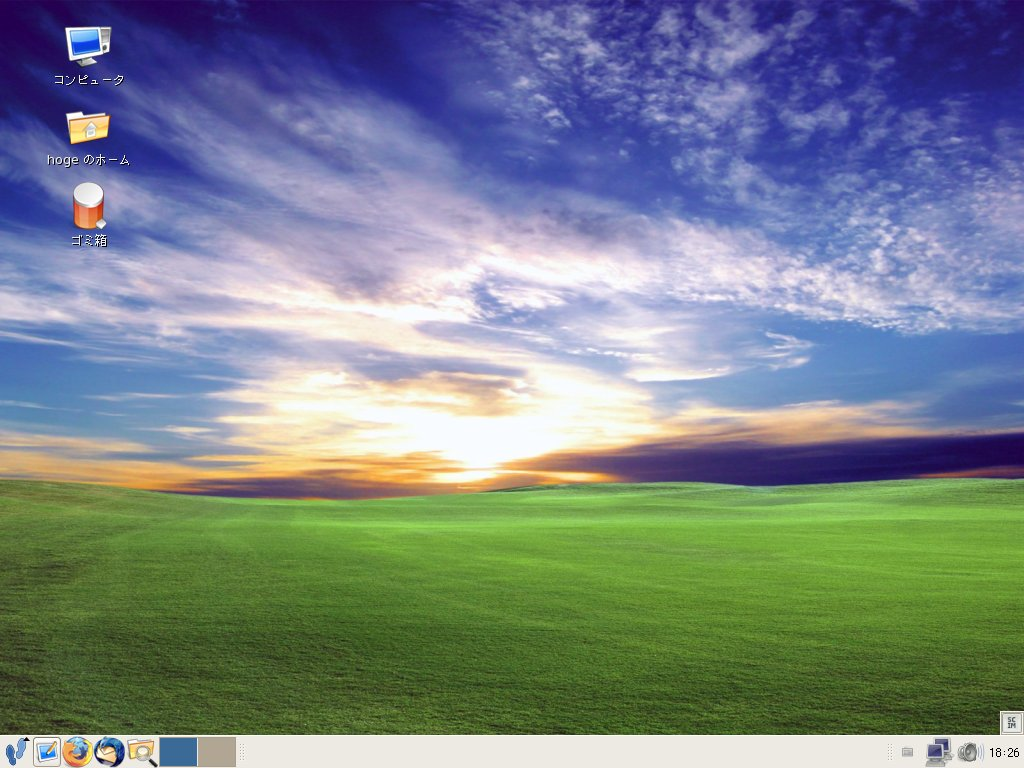
アジアナックス・デスクトップ 3 (OpenEdition 3)

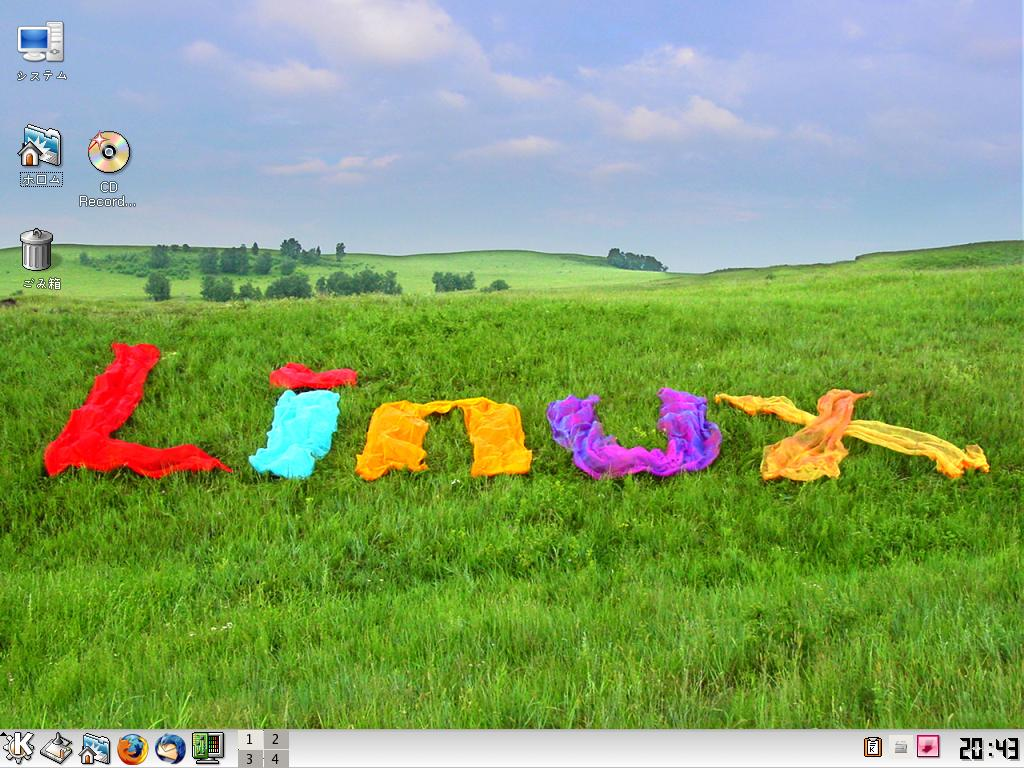
2006 ワークステーション (OpenEdition 2 w/KDE)

Haansoft Linux（ハーンソフト・リナックス）は、Linuxディストリビューションの1つである。このディストリビューションは、韓国のソフトウェア開発会社 Haansoftlinux（Haansoftの子会社）によって開発されたもの。

## 現状
Haansoft Linux は2005年、Red Flag Software Co., Ltd. (of China)とMiracle Linux Corporation （現サイバートラスト）(of Japan)が立ち上げたAsianuxプロジェクトへ正式に参加した。
Asianux は、アジアナックス・プロジェクトによって開発されたLinuxディストリビューションのベース（コア）となる部分であって、GPLライセンスに従って無償配布される。アジアナックス参加各会社は、このベースを取り込んで独自のディストリビューションへと発展させ製品版をリリースすることとしている。アジアナックスの最新リリースは、サーバ用途のみならず、デスクトップやワークステーションとしての用途も視野に入れている。サポートされる言語は中国語、日本語、韓国語および英語である。
Haansoft Linux 2006 Server - Asianux Inside や、その後リリースされた Haansoft Linux 2006 Workstation (リリース名： White Rabbit) には、アジアナックスが採用された。現在、Haansoft Linux には有償の製品版と並行して、無償のオープンソース版が提供されている。そういった関係から、Haansoft Linux 2006 Workstation は、Haansoft Linux OpenEdition 2 へと名称が変更された。OpenEdition 3 GA が最新版である。

## リリースの略歴
Haansoft Linux OS は、サーバおよびデスクトップ向けのリリースが存在する。
OpenAsianux の一環として、無償の OpenEdition も公開されている。
- Asianux Desktop 3、2007年6月22日公開。[1]
- Haansoft Linux OpenEdition 3 は、2007年4月8日に正式版（最終版）が公開された。
- Haansoft Linux 2006
アジアナックス採用の Haansoft Linux 2006 Workstation は、2006年4月3日に正式版（最終版）が公開され、これをベースにした製品版が発売された。なお、ベースの無償版はその後 OpenEdition 2 へと名称変更された。
- Haansoft Linux 2005
Haansoft Linux Workstation 2005 は2004年11月に公開された1つ前のバージョンで、現在もそのサポートが続いている。 Red Hat Enterprise Linux が開発ベースとなってはいるが、これには未だアジアナックスが採用されていない。